# 帕尔库勒-舍诺
帕尔库勒-舍诺（法語：Parcoul-Chenaud，法語發音：[paʁkul ʃəno]）是法国多尔多涅省的一个市镇，属于佩里格区。该市镇于2016年由原市镇帕尔库勒和舍诺合并而成。

## 地理
帕尔库勒-舍诺（45°12'18.78"N, 0°2'5.40"E）面积26.75 平方千米，位于法国新阿基坦大区多爾多涅省，该省份为法国西南部内陆省份，是法國本土面积第三大的省，大致对应佩里戈尔地区，北起顺时针与夏朗德省、上维埃纳省、科雷兹省、洛特省、洛特-加龙省、吉倫特省和滨海夏朗德省接壤。
与帕尔库勒-舍诺接壤的市镇（或旧市镇、城区）包括：巴扎克、梅迪亚克、圣艾居兰、圣康坦德沙莱、莱塞萨尔、圣欧莱-皮芒古、拉罗什沙莱。
帕尔库勒-舍诺的时区为UTC+01:00、UTC+02:00（夏令时）。

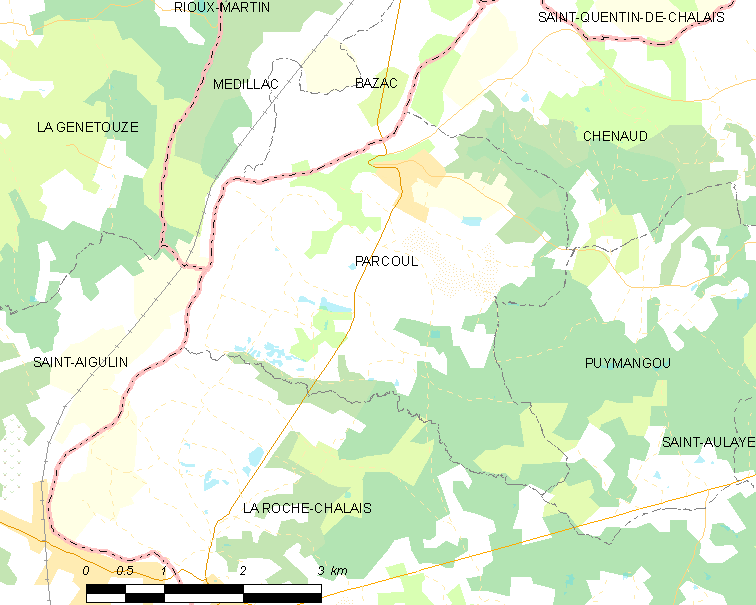
帕尔库勒-舍诺的OSM定位图

## 行政
帕尔库勒-舍诺的邮政编码为24410，INSEE市镇编码为24316。

## 政治
帕尔库勒-舍诺所属的省级选区为蒙蓬-梅内斯泰罗勒县。

## 人口
帕尔库勒-舍诺于2022年1月1日时的人口数量为809人。